# Jordà de Saxònia
|  | No s'ha de confondre amb Jordà de Pisa o Jordanus Nemorarius. |

Jordà de Saxònia (Paderborn, Alemanya, 1190 - costa de Palestina, en un naufragi, 1237) fou un frare dominic renà. És venerat com a beat per l'Església catòlica.

## Biografia
Fills dels comtes d'Oberstein, Jordà va entrar el 1219 a la Universitat de París per estudiar-hi teologia. Hi va conèixer Domènec de Guzmán i en acabar fou ordenat sotsdiaca.
El 1220 conegué Reginald d'Orléans, que havia arribat de Bolonya com a nou prior del convent dominic de Sant Jaume; la seva predicació va tenir molta influència sobre el jove Jordà, que va decidir de fer-se dominic i pronuncià els vots de l'Orde dels Predicadors el Dimecres de Cendra del mateix any. Dos mesos més tard, tingué lloc a Bolonya el primer capítol general de l'orde i Jordà hi assistí. En tornar a París, hi ensenyà teologia.
El 1222, amb 32 anys, fou elegit primer successor de Sant Domènec com a Mestre General de l'orde. Durant el seu mandat, cresqué el nombre de novicis i s'obriren 300 convents nous arreu d'Europa. Va escriure el Libellus de principiis Ordinis Praedicatorum, text històric que dona la primera biografia de Sant Domènec i els inicis de l'orde dominic.
En 1237, tornat de Palestina, on havia visitat els convents dominics de Terra Santa, la nau on viatjava cap a Nàpols va naufragar i Jordà va morir al mar. El seu cos, recuperat, va ésser sebollit a l'església dominicana d'Akko, al nord de l'actual Israel. El succeí com a mestre general sant Ramon de Penyafort.
Alguns estudiosos l'identifiquen amb l'escriptor científic de llibres de física i matemàtiques Jordanus Nemorarius.

## Veneració
El 1826 fou beatificat pel papa Lleó XII, amb festivitat el 13 de febrer. És el patró de les vocacions de l'orde dominic.